# Kneitlingen
Kneitlingen település Németországban, azon belül Alsó-Szászország tartományban. Lakosainak száma 784 fő (2023. december 31.).

## Népesség
A település népességének változása:
| Lakosok száma | 828  | 832  | 818  | 807  | 775  | 781  | 784  |
|               | 2015 | 2016 | 2017 | 2019 | 2021 | 2022 | 2023 |